# Gallotia
Gallotia Boulenger, 1916 è un genere di sauri della famiglia Lacertidae, endemico delle isole Canarie.

## Tassonomia
Il genere comprende le seguenti specie:
- Gallotia atlantica (Peters & Doria, 1882) - lucertola atlantica
- Gallotia auaritae Mateo, Garcia-Marquez, López-Jurado & Barahona, 2001 - lucertola gigante di La Palma
- Gallotia bravoana Hutterer, 1985 - lucertola gigante di La Gomera
- Gallotia caesaris (Lehrs, 1914) - lucertola di Boettger
- Gallotia galloti (Oudart, 1839) - lucertola di Tenerife
- Gallotia intermedia Barrbadillo, Lacoba, Pérez-Mellado, Sancho & López-Jurado, 2000 - lucertola chiazzata di Tenerife
- Gallotia simonyi (Steindachner, 1889) - lucertola gigante di El Hierro
- Gallotia stehlini (Schenkel, 1901) - lucertola gigante delle Canarie

È nota un'ulteriore specie andata incontro a estinzione:
- Gallotia goliath (Mertens, 1942)